# Anna Camp
Anna Camp (Aiken, South Carolina, 27 september 1982) is een Amerikaanse actrice.

## Carrière
Camp groeide op in Columbia, South Carolina en ging naar de universiteit in Winston-Salem, North Carolina, waar ze afstudeerde met een bachelor of fine Arts. In 2008 stond ze op de planken van Broadway waar ze de rol van "Jill Mason" op zich nam uit het toneelstuk Equus.
In 2009 had ze gastrollen in de televisieseries The Office en Glee en speelde ze in negen afleveringen de rol van "Sarah Newlin", vrouw van eerwaarde "Steve Newlin" in de serie True Blood. In 2010 had ze gastrollen in Numb3rs en Covert Affairs en was ze te zien als "Bethany Van Nuys" in drie afleveringen van het vierde seizoen van Mad Men. In 2011 was ze in acht afleveringen te zien in de televisieserie The Good Wife. Vanaf 2012 is ze te zien als Gwen Grandy in The Mindy Project. In 2014 speelde ze als "Cassie" enkele afleveringen mee in het negende en laatste seizoen van How I Met Your mother.
Camp is te zien in de filmkomedie Pitch Perfect met o.a. Anna Kendrick en Brittany Snow die in januari 2013 uitgebracht werd, hierna speelde ze ook in Pitch Perfect 2 (2015) en Pitch Perfect 3(2017). Ze is getrouwd geweest met een speler uit die filmreeks: Skylar Astin in april 2019 maakten ze bekend dat ze uit elkaar waren.
In april 2025 vertolkte ze de dubbelrol van de tweeling Raegan en Maddie Lockwood in de Netflix-serie You. Datzelfde jaar was ze te zien in de bioscoopfilm Bride Hard.